# ۵-اتیل-۲'-دئوکسی‌اوریدین
۵-اتیل-۲'-دئوکسی‌اوریدین (به انگلیسی: 5-Ethynyl-2'-deoxyuridine) یک ترکیب شیمیایی با شناسه پاب‌کم ۴۷۲۱۷۲ است.